# Karl Stühmeyer
Karl Stühmeyer (geboren am 1. März 1866 in Barop; gestorben am 6. Februar 1936 in Wellinghofen) war ein preußischer Verwaltungsbeamter, Landrat des Kreises Bochum und Polizeipräsident in Bochum.

## Werdegang
Stühmeyer begann seine Berufslaufbahn als Bergmann in Dortmund. Etwa ab dem Jahr 1910 fand er Beschäftigung als Hauptkassierer des Verbandes der Bergarbeiter Deutschlands in Bochum. Nach dem Ersten Weltkrieg wurde das SPD-Mitglied am 15. Dezember 1919 zunächst kommissarisch mit der Verwaltung der Stelle des Polizeidirektors in Bochum und des Landrates daselbst beauftragt. Während Stühmeyer das Amt des Polizeipräsidenten nur bis zum 30. September 1925 ausübte, übernahm er die bis zu Beginn des Jahres 1923 nur als Nebenamt betriebene Leitung des Landratsamtes ab dem 19. Januar 1923 auch definitiv. Während der Ruhrbesetzung wiesen die Besatzungsmächte Stürmeyer 1924 zeitweise aus.
Unmittelbar nach der Unterzeichnung des Londoner Abkommens, sowie des Inkrafttretens des Dawes-Plans im August 1924, der auch das Ende der Besetzung nach sich zog, intensivierten sich die Bemühungen für eine kommunale Neuordnung im Rheinisch-Westfälischen Industriebezirk.

„Die seit Jahren im hiesigen Bezirke schwebenden Eingemeindungsfragen haben auf der einen Seite immer mehr Machthungrige auf den Plan gerufen und auf der anderen Seite für die beteiligten Verwaltungen zu Verhältnissen geführt, die ein ruhiges und sachliches Arbeiten nahezu unmöglich machen.“

Trotzdem im Jahr 1926 in einem ersten Schritt bereits größere Teile aus dem Landkreis aus- und in den Stadtkreis Bochum eingegliedert worden waren, nahmen die Diskussionen kein Ende. Gedanken zur Bildung einer Mittelstadt Langendreer fanden dabei weniger Stühmeyers Zustimmung, ging es ihm doch um den Erhalt des Kreises. Dabei war er durchaus für die Errichtung einer Mittelstadt zwischen Dortmund und Bochum und ging in seinen Vorstellungen noch über die laufenden Diskussionen hinaus, indem er an einen über Langendreer und Werne hinausgehenden Zusammenschluss mit Lütgendortmund, Kley und Bövinghausen dachte, wie er in einer an die Regierung Arnsberg gerichteten Stellungnahme vom 14. November 1927 ausführte. Im darauffolgenden März ließ die preußische Staatsregierung Pläne zu einer Zusammenlegung der Restkreise Bochum und Hattingen fallen und im Juni desselben Jahres machte der Innenminister Stühmeyer nachhaltig klar, dass der Landkreis Bochum die noch ausstehende abschließende Neuregelung des Raums nicht überstehen werde. Schließlich wurde der Landkreis Bochum zum 1. August 1929 aufgelöst und parallel hierzu dessen Landrat Stühmeyer zum 31. Juli 1929 in den einstweiligen Ruhestand versetzt. Nach Vollendung seines 65. Lebensjahres folgte zum 1. April 1931 die reguläre Pensionierung.
Nach der Machtergreifung durch die Nationalsozialisten entzogen diese Stühmeyer auf Grund § 2 (4) des im April 1933 erlassenen Gesetzes zur Wiederherstellung des Berufsbeamtentums zum 31. Dezember 1933 sein Anrecht auf Ruhestandsgehälter. Entsprechend § 2 (1) waren Beamte, die seit dem Ende des Ersten Weltkriegs, 9. November 1918, in das Beamtenverhältnis eintraten „ohne die für ihre Laufbahn vorgeschriebene oder übliche Vorbildung oder sonstige Eignung zu besitzen“, aus dem Dienst zu entlassen. Absatz vier regelte die Anwendung des Paragraphen auf bereits vor dessen Inkrafttreten pensionierte Beamte.

## Politische Betätigung
Von 1921 bis 1929 gehörte Stühmeyer als Vertreter des Wahlkreises Bochum dem Westfälischen Provinziallandtages an, 1921 bis 1930 fungierte er ferner als stellvertretendes Mitglied des Preußischen Staatsrates.